# K5 League Daejeon/Sejong/Chungcheongnam-do 2020
Die K5 League Daejeon/Sejong/Chungcheongnam-do 2020 war die zweite Spielzeit als höchste Amateurspielklasse und die zweite Spielzeit insgesamt im südkoreanischen Fußball gewesen. Die Saison begann am 17. Mai und endete am 8. November. Anschließend folgten die Play-off-Spiele. Daejeon Daedeok Winnerstar gewann die Vorjahresstaffel.

## Teilnehmer und ihre Spielstätten
| Team                                            | Stadt                                           | Heimstadion                                     | In der Liga seit                                | Vorjahresplatzierung                            |                                                 |
| K5 League Daejeon/Sejong/Chungcheongnam-do 2020 | K5 League Daejeon/Sejong/Chungcheongnam-do 2020 | K5 League Daejeon/Sejong/Chungcheongnam-do 2020 | K5 League Daejeon/Sejong/Chungcheongnam-do 2020 | K5 League Daejeon/Sejong/Chungcheongnam-do 2020 | K5 League Daejeon/Sejong/Chungcheongnam-do 2020 |
| ----------------------------------------------- | ----------------------------------------------- | ----------------------------------------------- | ----------------------------------------------- | ----------------------------------------------- | ----------------------------------------------- |
| Sejong Ukil FC                                  | Sejong-Stadt                                    | Bukang-Saenghwal-Sportpark                      | 2019                                            | 2. Platz                                        |                                                 |
| Hongseong Hongju FC                             | Hongseong-gun                                   | Bukang-Saenghwal-Sportpark                      | 2019                                            | 3. Platz                                        |                                                 |
| Gongju FC Baekje                                | Gongju                                          | Bukang-Saenghwal-Sportpark                      | 2019                                            | 5. Platz                                        |                                                 |
| Cheonan Sangyong                                | Cheonan                                         | Bukang-Saenghwal-Sportpark                      | 2019                                            | 4. Platz                                        |                                                 |
| Daejeon Daedeok Winnerstar                      | Daejeon                                         | Bukang-Saenghwal-Sportpark                      | 2019                                            | Staffelsieger                                   |                                                 |
| Daejeon Doksuri FC                              | Daejeon                                         | Bukang-Saenghwal-Sportpark                      | 2020                                            | Play-off-Gewinner aus der K6 League             |                                                 |

## Reguläre Saison
| Pl. | Verein                         | Sp. | S | U | N  | Tore    | Diff. | Punkte |
| --- | ------------------------------ | --- | - | - | -- | ------- | ----- | ------ |
| 1.  | Daejeon Doksuri FC (N)         | 10  | 9 | 0 | 1  | 037:700 | +30   | 27     |
| 2.  | Daejeon Daedeok Winnerstar (M) | 10  | 8 | 1 | 1  | 050:120 | +38   | 25     |
| 3.  | Sejong Ukil FC                 | 10  | 5 | 1 | 4  | 041:350 | +6    | 16     |
| 4.  | Cheonan Sangyong               | 10  | 3 | 1 | 6  | 024:410 | −17   | 10     |
| 5.  | Gongju FC Baekje               | 10  | 3 | 1 | 6  | 019:420 | −23   | 10     |
| 6.  | Hongseong Hongju FC            | 10  | 0 | 0 | 10 | 004:360 | −32   | 0      |

| Zum 10. Spieltag:                                                                                           |  |
| Qualifikation zur K5-League-Meisterschaft und Qualifikation zum Korean FA Cup 2021 Abstieg in die K6 League |  |
| |  |
| Zum Saisonende 2019:                                                                                        |  |
| (M) Vorjahres Staffelsieger                                                                                 |  |
| (N) Aufsteiger aus der K6 League                                                                            |  |

## Statistik

### Torschützenliste
Bei gleicher Anzahl von Treffern sind die Spieler alphabetisch geordnet.
| Platz | Spieler        | Mannschaft                 | Tore              |
| ----- | -------------- | -------------------------- | ----------------- |
| 01    | Shim Yeong-jae | Sejong Ukil FC             | 10                |
| 02    | Jo Seong-mun   | Daejeon Daedeok Winnerstar | 7 Tore / 5 Spiele |
| 03    | Ko Beom-jun    | Daejeon Daedeok Winnerstar | 7 Tore / 8 Spiele |
| 04    | Kim Ju-won     | Sejong Ukil FC             | 6                 |
| 05    | Yang Hyeon-kyu | Gongju FC Baekje           | 5                 |
| 0     | Jo Kwang-sang  | Gongju FC Baekje           | 5                 |

### Kreuztabelle
Die Kreuztabelle stellt die Ergebnisse aller Spiele dieser Saison dar. Die Heimmannschaft ist in der linken Spalte, die Gastmannschaft in der oberen Zeile aufgelistet.
| 2020                       | DDW | SUL  | HHU | CSG  | GFC  | DFC |
| -------------------------- | --- | ---- | --- | ---- | ---- | --- |
| Daejeon Daedeok Winnerstar |     | 3:3  | 3:0 | 10:5 | 3:0  | 1:2 |
| Sejong Ukil FC             | 1:6 |      | 3:0 | 5:1  | 11:2 | 0:2 |
| Hongseong Hongju FC        | 1:9 | 0:3  |     | 0:3  | 0:3  | 0:3 |
| Cheonan Sangyong           | 0:3 | 3:9  | 5:3 |      | 7:2  | 0:3 |
| Gongju FC Baekje           | 0:9 | 8:4  | 3:0 | 0:0  |      | 0:3 |
| Daejeon Doksuri FC         | 0:3 | 10:2 | 3:0 | 6:0  | 5:1  |     |